# Focus (album de Stan Getz)
Pour les articles homonymes, voir Focus.
Albums de Stan Getz
Jazz Jamboree Jazz Samba
Focus est un album de jazz de Stan Getz enregistré en 1961, avec un orchestre à cordes. Il s'agit d'une suite commandée par Getz au compositeur et arrangeur Eddie Sauter (en). Considéré comme un événement majeur de la carrière des deux musiciens, il est décrit par Stan Getz comme son album le plus important.

## Description
Comme indiqué dans le livret de la réédition de 1997, l'orchestration de Sauter n'avait pas écrit les mélodies de Getz. Sauter laissait plutôt des espaces dans les arrangements dans lesquels Getz devait improviser. La documentation reste incomplète, mais le livret rapporte que Stan Getz enregistrait en direct avec les cordes sur environ la moitié des thèmes.
Le thème de l'ouverture, I'm Late, I'm Late, est presque identique aux premières mesures du second mouvement de la musique pour cordes, percussion et célesta de Béla Bartók, un hommage que Sauter souhaitait lui rendre.
The Penguin Guide to Jazz a sélectionné cet album dans la liste de sa « Collection de référence », suggérant que « personne n’a jamais aussi bien écrit pour Getz, et les partitions lumineuses et chatoyantes de Sauter continuent d’être envoûtantes ».

## Distinction
En 1999, l'album reçoit le Grammy Hall of Fame Award.

## Liste des pistes
Toutes les compositions sont de Eddie Sauter.
1. I'm Late, I'm Late – 8:10
2. Her – 6:13
3. Pan – 3:58
4. I Remember When – 5:03
5. Night Rider – 3:58
6. Once Upon a Time – 4:48
7. A Summer Afternoon – 6:03
8. I'm Late, I'm Late – 2:31 (bonus sur la réédition en CD)
9. I Remember When – 2:57 (bonus sur la réédition en CD)

## Participants
- Stan Getz - saxophone ténor
- Steve Kuhn - piano
- John Neves - contrebasse
- Roy Haynes - drums
- Alan Martin, Norman Carr, Gerald Tarack - violons
- Jacob Glick - violon
- Bruce Rogers - violoncelle
- Eddie Sauter - arrangeur
- Hershy Kay - direction